# بيلا كشك
بيلا كشك (1994 - 11 أغسطس 2020) مذيعة وممثلة مصرية.

## حياتها
ولد عام 1994 في القاهرة وقد خاضت تجربة التمثيل في فيلم «ويزو سكول» للمخرج علي رجب، الذي قامت ببطولته الفنانة دينا محسن، الشهيرة بـ«ويزو»، وسامي مغاوري، وعلا رامي، وعمر خورشيد، وإسراء عبد الفتاح.

## وفاتها
توفيت يوم الثلاثاء 11 أغسطس 2020 عن عمر يناهز 26 سنة بعد صراع طويل مع مرض السرطان لمدة عامين.